# Buthus elongatus
Buthus elongatus es una especie de escorpión de la familia Buthidae.

## Distribución
Es endémico de la provincia de Málaga (España), y posiblemente también de la provincia de Cádiz.